# Rot-Weiß Moisling
Die SpVgg Rot-Weiß Moisling ist ein Sportverein aus dem Lübecker Stadtteil Moisling, der vor allem durch seine Radsportabteilung bundesweit bekannt und durch seine Fußballabteilung regional bekannt ist.

## Geschichte
Am 11. Oktober 1911 gründen die Paul Rohde, Horst Wriggers, Ernst Schröder, Karl Hoyer, Ferdinand Herzberg, Herrmann Lemcke, Hans Niemann, Fritz Kroll den ATSV Frisch Auf Moisling. 1. Vorsitzender wurde damals Paul Rohde. Zum Gründungszeitpunkt hat der Verein zwei Abteilungen: Radsport und Schlagball.
1920 wurde dann eine Fußballabteilung gegründet. 1933 wurde der Verein von den Nationalsozialisten verboten, wurde aber unter dem Namen „Volkssportverein Moisling“ weitergeführt.
Während des Zweiten Weltkrieges wurde der Sportbetrieb eingestellt und der Sportplatz an der August-Bebel-Straße umgepflügt. 1945 wurde der Sportbetrieb unter dem Namen „SKV Moisling“ wieder aufgenommen.
1949 wurde der Verein umbenannt und heißt seitdem SpVgg Rot-Weiß Moisling. 1966 wurde die neue Sportanlage am Brüder-Grimm-Ring eingeweiht, worauf der alte Sportplatz an der August-Bebel-Straße bebaut wurde. Das neue Vereinsheim wurde im Jahre 1990 eingeweiht.

## Fußball
Die Fußballabteilung ist nur regional bekannt und die 1. Mannschaft spielt von 2000 bis 2008 fünftklassig in der höchsten Klasse der Landes. Mittlerweile spielt das Team auf Kreisebene. Lange Zeit war die SpVgg. hinter dem VfB Lübeck die zweitbeste Fußballmannschaft in Lübeck. Diese Stellung wird mittlerweile vom 1. FC Phönix Lübeck eingenommen, der seit der Saison 2020/21 in der viertklassigen Regionalliga Nord spielt.

### Chronologische Ligazugehörigkeit seit 2005
- 2000–2008: Verbandsliga SH (5. Liga, die heutige Schleswig-Holstein-Liga)
- 2008–0000: Verbandsliga SH Süd-Ost (6. Liga)

### Größte Erfolge im Fußballbereich
- 19. April 2005: 1:0-Sieg gegen den Regionalligisten VfB Lübeck im Kreispokal-Finale

### Bekannte Spieler
- Holger Willmer

## Radsport

### 4er Einradfahren
Die SpVgg Rot-Weiß Moisling gewann zwölf deutsche Meisterschaften im 4er Einradfahren und ist somit Rekordmeister in dieser Disziplin. Bei der deutschen Meisterschaft 2001 in Moers gelang es Moisling sogar, die Plätze 1 und 2 zu sichern.
Alle erfolgreichen Meisterschaftsteilnahmen:
- 1966 in Böblingen           (Platz 2)
- 1969 in Göppingen           (Platz 1)
- 1970 in Hannover            (Platz 1)
- 1971 in Wiesbaden           (Platz 3)
- 1989 in Denzlingen          (Platz 3)
- 1992 in Willich-Schiefbahn  (Platz 2)
- 1994 in Gärtringen          (Platz 2)
- 1995 in Hamburg             (Platz 1)
- 1996 in Karlsruhe           (Platz 1)
- 1997 in Moers               (Platz 2)
- 1998 in Koblenz             (Platz 2)
- 1999 in Singen              (Platz 3)
- 2000 in Oberursel           (Platz 1)
- 2001 in Moers               (Platz 1/2)
- 2003 in Bürstadt            (Platz 1)
- 2004 in Glauchau            (Platz 1)
- 2005 in Bad Salzuflen       (Platz 1)
- 2006 in Mönchengladbach     (Platz 2)
- 2007 in Elsenfeld           (Platz 1)
- 2008 in Ludwigshafen        (Platz 2)
- 2009 in Herzogenrath        (Platz 3)
- 2010 in Harburg             (Platz 1)
- 2012 in Kamp-Lintfort       (Platz 3)
- 2013 in Baunatal            (Platz 2)
- 2014 in Denkendorf          (Platz 1)
- 2015 in Lübbecke            (Platz 3)
- 2016 in Moers               (Platz 3)
- 2017 in Hamburg             (Platz 1)
- 2018 in Neresheim           (Platz 2)

### 4er Steuerrohrfahren
Im seit 1983 nicht mehr ausgetragenen Steuerrohrfahren konnte sich Rot-Weiß Moisling neunmal die Meisterschaft und fünfmal den zweiten Platz sichern. Die deutsche Meisterschaft in dieser Disziplin wurde von 1964 bis 1982 ausgetragen.

### 6er Einradfahren
In der seit 1996 ausgetragenen deutschen Meisterschaft im 6er Einradfahren konnte sich Rot-Weiß Moisling bisher zweimal den Titel sichern.
Alle erfolgreichen Meisterschaftsteilnahmen:
- 1996 in Karlsruhe      (Platz 1)
- 1998 in Koblenz        (Platz 2)
- 1999 in Singen         (Platz 2)
- 2000 in Oberursel      (Platz 2)
- 2001 in Moers          (Platz 1)
- 2002 in Denzlingen     (Platz 2)
- 2003 in Bürstadt       (Platz 2)